# Błękitna Grota
Błękitna Grota (ang. Blue Grotto, malt. Taħt il-Ħnejja) – jaskinia na Malcie. Znajduje się na południowo-zachodniej części wyspy, pomiędzy Żurrieq i Qrendi. Jest dostępna tylko z od strony morza.

## Położenie i transport
Do jaskini można dostać się z zatoki Wied iż-Żurrieq, podobnej do zatoki fiordowej, z której można popłynąć do groty statkiem turystycznym przez Żurrieq, który płynie przez strome wybrzeże i kursuje do kilku jaskiń za jednym razem.
System jaskiń składa się z sześciu sal, z których Błękitna Grota jest największą i najbardziej imponującą. Taħt il-Ħnejja ma około 90 metrów długości, 40 metrów wysokości i dwa wejścia. Woda w grocie jest bardzo czysta i mieni się błękitem nieba w słońcu. Odbicie światła słonecznego od piaszczystego dna morza przy zróżnicowanej głębokości bardzo czystej wody, powoduje, że widzimy ją w różnych odcieniach niebieskiego. Czasem widziane pomarańczowe plamy nie są koralowcami, jak twierdzą żeglarze, lecz jest to gatunek alg.

## Galeria

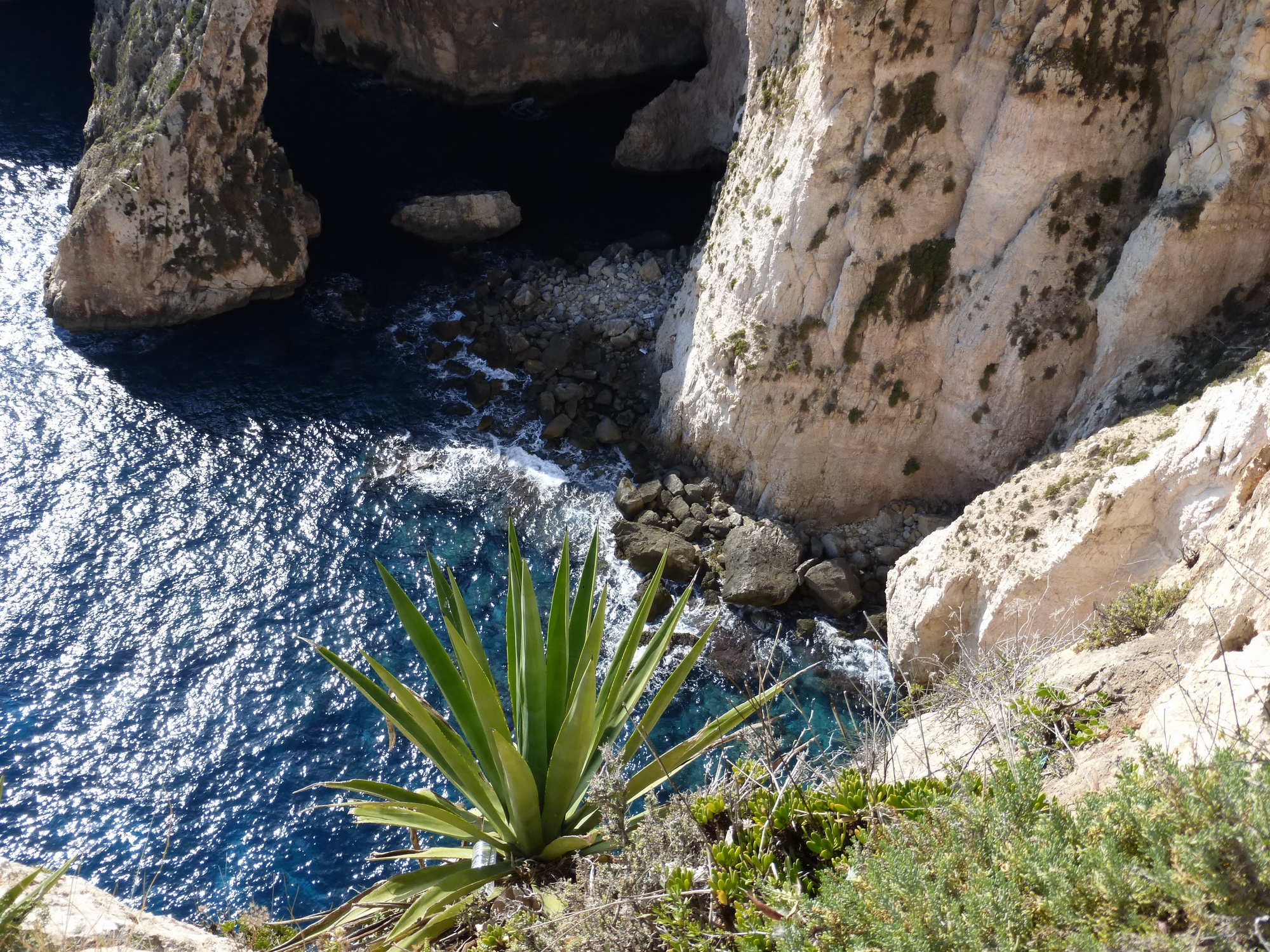
Błękitna Grota
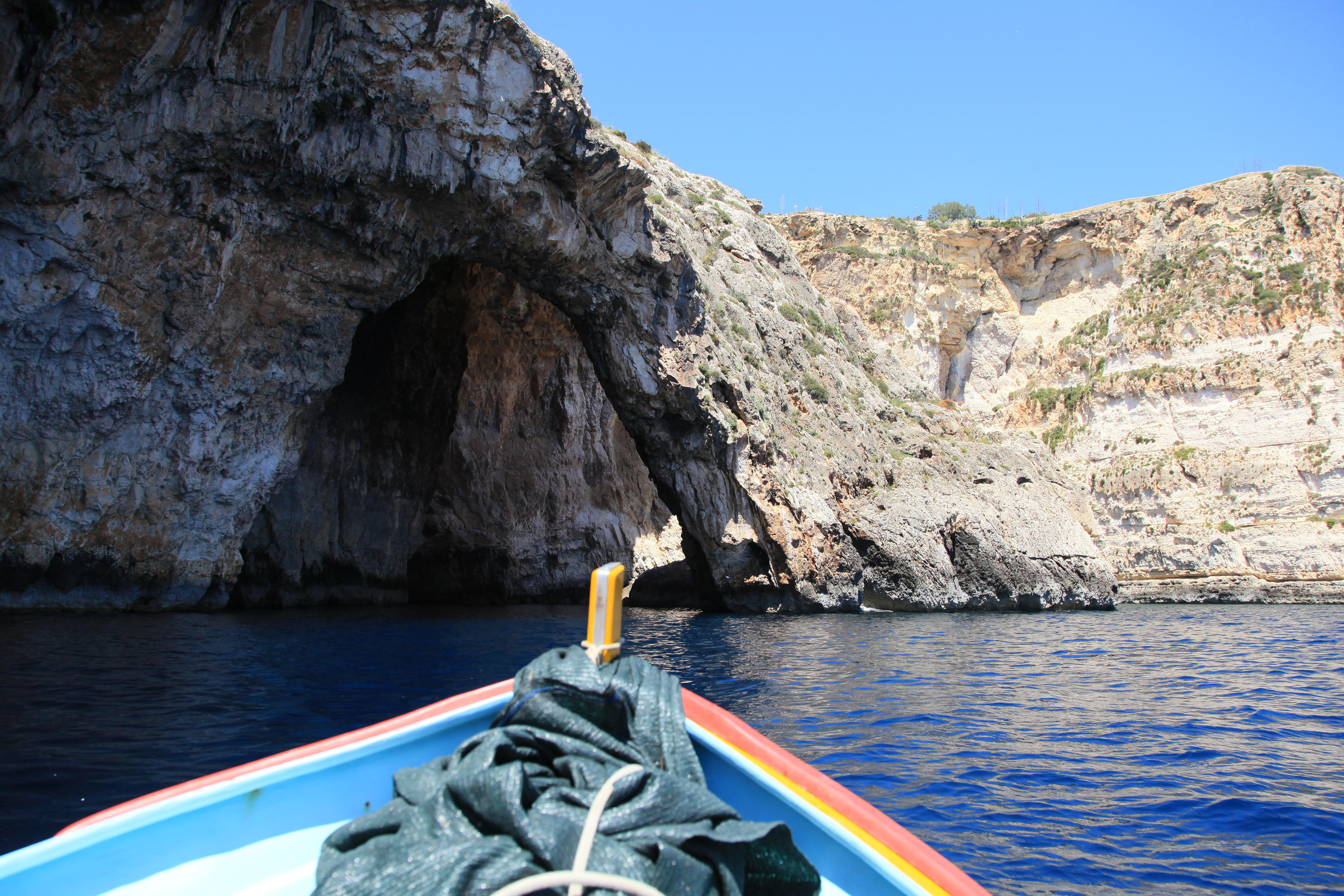
Błękitna Grota, przybycie statku turystycznego
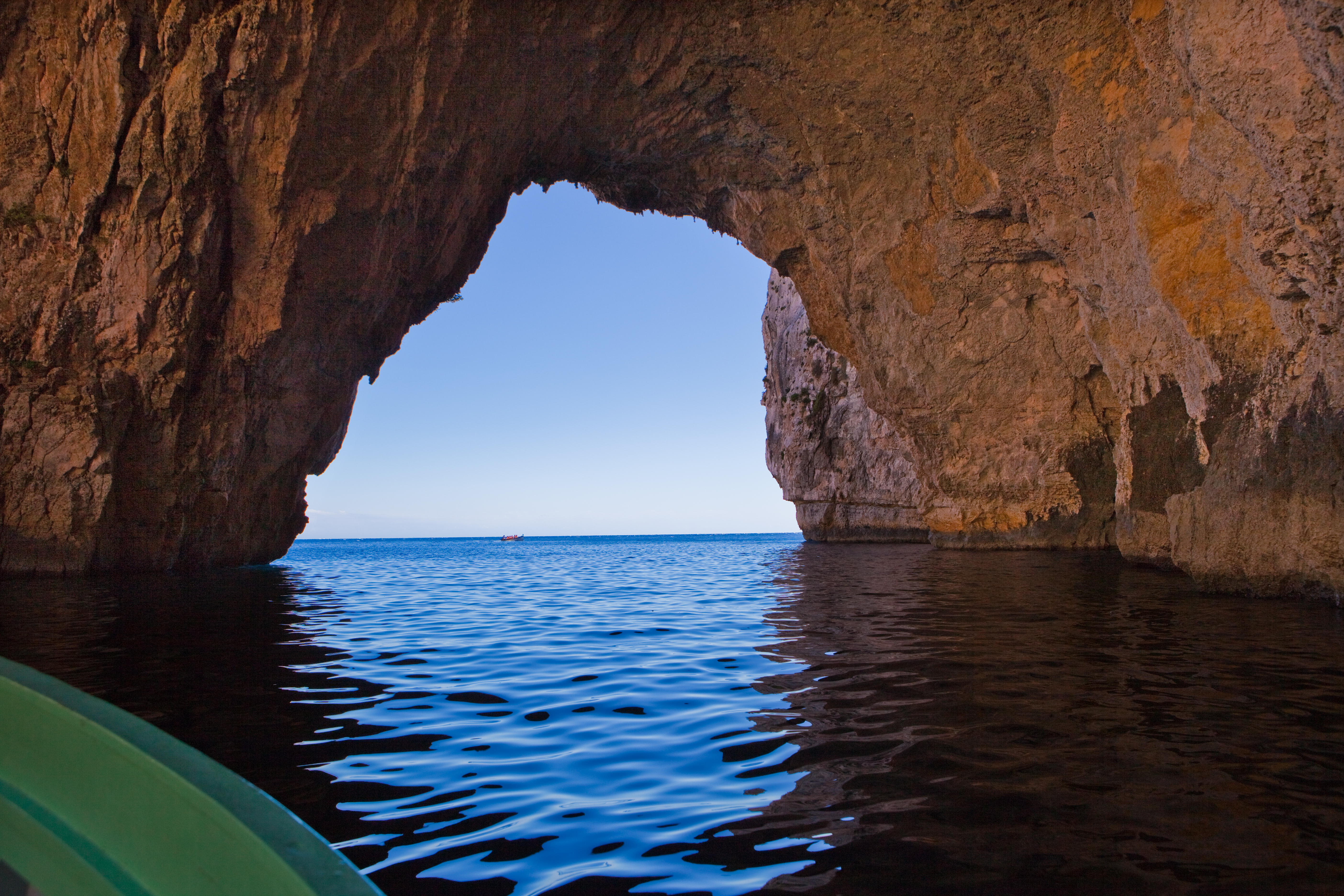
Wnętrze jaskini